# ثنائي حمض البيكولينيك
ثنائي حمض البيكولينيك (أو بيريدين 6,2-ثنائي حمض الكربوكسيليك) هو مركب عضوي له الصيغة الكيميائية C7H5NO4 ويوجد على شكل صلب عديم اللون.
يتألف المركب بنيوياً من حلقة بيريدين مستبدلة بمجموعتي كربوكسيل في الموقعين 2 و 6.

## التحضير
يتشكل المركب حيوياً أثناء تشكل أبواغ الميكروبات. أما كيميائياً فيمكن أن تتم عملية التحضير من أكسدة مجموعتي الميثيل في مركب 6،2-لوتيدين.

## الخواص
يوجد ثنائي حمض البيكولينيك في الشروط القياسية على شكل بلورات إبرية عديمة اللون. يتفكك المركب بالتسخين عند الدرجة 248 °س في عملية نزع كربوكسيل إلى حمض البيكولينيك.

## الأهمية الحيوية
يعد ثنائي حمض البيكولينيك مسؤولاً عن المقاومة الحرارية لبعض أنواع البكتريا؛ ويوجد غالباً في الأوساط الحيوية بشكل متمخلب مع أيونات الكالسيوم.
يشكل ثنائي حمض البيكولينيك حوالي 5-15 % من الوزن الجاف في أبواغ البكتريا.